# District de Renhe
Le district de Renhe (仁和区 ; pinyin : Rénhé Qū) est un quartier de la ville de Panzhihua dans la province du Sichuan en Chine.

## Personnalités liées
- Gong Zizhen (1792-1841), poète de la dynastie Qing.